# 学生会
学生会（がくせいかい）とは、主に学生に関する活動を行う団体。学生だった者に関する活動を行う団体もある。

## 概要
学生会という用語には、具体的な活動範囲や組織の運営方法などについて決まった類型がないので、各団体がそれぞれの事情にあわせて活動範囲や組織の運営方法を決めている。

## 学生自治会など
学生自治会などの、同じ学校や学部などに属する学生を中心とする団体の名称として使用される事がある。詳しくは、学友会を参照。

## 同窓会
同窓会（同じ学校を卒業した者によって設立される非営利団体）の名称として使用される事がある。

## 在京○○県学生会など
現在特定の地域に住む、別地域出身の学生が集まる団体の名称として使用される事がある。
明治時代に東京などの大学に通う各地方の出身者でそれぞれ組織されたのが始まりと思われるが、大学進学率・経済状況・交通事情などが大きく異なる現代では活発な活動を行っている団体は少ないようである。